# Vikstaby
Vikstaby, även Viksta, är kyrkbyn i Viksta socken i norra delen av Uppsala kommun i mellersta Uppland.
Vikstaby ligger cirka 8 kilometer nordost om Björklinge här finns Viksta kyrka strax öster om byn. Vikstaby hade förr egen skola (Viksta skola) och utgjorde före 1971 eget postnummerområde (740 32 Viksta). I Vikstaby möts länsvägarna C-701, C-706 samt C-707.